# ヘレン・ワッツ
ヘレン・ジョセフィン・ワッツ（Helen Josephine Watts, 1927年12月7日 - 2009年10月7日）は、ウェールズ出身のコントラルト歌手。
ミルフォード・ヘブンの生まれ。心理療法士としての学位を取得した後、ロンドン王立音楽院でキャロライン・ハチャードに声楽を学び、BBC合唱団の一員として研鑽を積んだ。1953年から独唱者として活動し、1955年のプロムスに登場して名声を高めた。1958年にはキャムデン音楽祭でゲオルク・フリードリヒ・ヘンデルの《テオドラ》のデドモ役を歌ってオペラ・デビューを果たした。1964年にはザルツブルク音楽祭にリヒャルト・シュトラウスの《エレクトラ》に第一の侍女役で登場し、またイギリス・オペラ・グループのベンジャミン・ブリテンの《ルクレツィアの凌辱》のロシア公演にも参加した。翌年にはコヴェントガーデン王立歌劇場のリヒャルト・ワーグナーの《ラインの黄金》の公演で第一のノルン役で出演し、1971年まで同役で登板した。1966年にはフレデリック・ディーリアスの《人生のミサ》を歌ってニューヨークでアメリカ・デビューを果たしている。1985年に引退。
1978年にはCBEを受勲している。
ペンブルックシャーにて没。